# Inthanin Stadium
Das Inthanin Stadium (Thai: สนามอินทนิล), auch bekannt als Maejo University Stadium, ist ein Mehrzweckstadion in der thailändischen Stadt Chiangmai, Provinz Chiangmai. Es ist die Heimspielstätte des Fußballvereins Maejo United FC, der momentan in der Thai League 3, der dritthöchsten Liga des Landes, spielt. Das Stadion hat ein Fassungsvermögen von 3000 Personen.